# بچه‌های نینجا!!!
بچه‌های نینجا!!! فیلمی ژاپنی در سبک کمدی خانوادگی به کارگردانی تاکاشی میکه محصول سال ۲۰۱۱ است. این فیلم اقتباسی لایو اکشن از مجموعه انیمه نینتاما رانتارو است.

## انتشار
بچه‌های نینجا!!! در سال ۲۰۱۱ انتشار یافت و نمایش نخست جهانی آن در ۳ ژوئیه در جشنواره فیلم نیویورک ایژن و نمایش نخست آن در کانادا در جشنواره بین‌المللی فیلم فنتیژا در ۱۶ ژوئیه بود.